# 阿爾瓦頓 (喬治亞州)
阿爾瓦頓（英語：Alvaton）是位於美國喬治亞州梅里韋瑟縣的一個非建制地區。該地的面積和人口皆未知。

## 地理
阿爾瓦頓的座標為33°10′15″N 84°34′50″W / 33.17083°N 84.58056°W，而該地的平均海拔高度為233米（即764英尺）。